# Luther Reed
Luther Reed (Berlin, 14 luglio 1888 – New York, 16 novembre 1961) è stato uno sceneggiatore e regista statunitense.

## Biografia
Iniziò a lavorare nel cinema come sceneggiatore: il suo primo film del 1917, The Last Cigarette, è un corto prodotto dall'IMP, primo di nove episodi di un serial che scrisse in coppia con George Bronson Howard. Dal 1917 al 1933, scrisse soggetti e sceneggiature per trentanove film. Dal 1926 al 1935, alternò il mestiere di sceneggiatore a quello di regista, dirigendo undici pellicole, tra le quali, nel 1929, anche Rio Rita, la versione cinematografica del famoso musical omonimo prodotto da Florenz Ziegfeld, uno dei successi teatrali di quegli anni.
Luther Reed produsse - anche se non accreditato - un unico film, Jozelle jazz club, diretto nel 1929 da Wesley Ruggles.
Morì a New York il 16 novembre 1961, all'età di settantatré anni.

## Filmografia
La filmografia - secondo IMDb - è completa

### Sceneggiatore
- The Last Cigarette, regia di George Bronson Howard (1917)
- The Double-Topped Trunk, regia di Allen Holubar (1917)
- With Neatness and Dispatch, regia di Will S. Davis (1918)
- A Pair of Cupids, regia di Charles Brabin (1918)
- Our Mrs. McChesney, regia di Ralph Ince (1918)
- The Light, regia di J. Gordon Edwards (1919)
- In for Thirty Days, regia di Webster Cullison (1919)
- The Amateur Adventuress, regia di Henry Otto (1919)
- Almost Married , regia di Charles Swickard - sceneggiatore (1919)
- Some Bride, regia di Henry Otto (1919)
- A Favor to a Friend, regia di John Ince (1919)
- Behind the Door, regia di Irvin Willat (1919)
- Mary's Ankle, regia di Lloyd Ingraham (1920)
- Let's Be Fashionable, regia di Lloyd Ingraham (1920)
- Below the Surface, regia di Irvin Willat (1920)
- Cinderella's Twin, regia di Dallas M. Fitzgerald - soggetto e sceneggiatura (1920)
- The Lure of Youth, regia di Philip E. Rosen - soggetto e sceneggiatura (1921)
- Beau Revel, regia di John Griffith Wray (1921)
- Enchantment, regia di Robert G. Vignola (1921)
- Get-Rich-Quick Wallingford, regia di Frank Borzage (1921)
- Beauty's Worth, regia di Robert G. Vignola - sceneggiatore (1922)
- La giovane Diana (The Young Diana), regia di Albert Capellani e Robert G. Vignola (1922)
- When Knighthood Was in Flower, regia di Robert G. Vignola (1922)
- Adam and Eva, regia di Robert G. Vignola (1923)
- Little Old New York, regia di Sidney Olcott (1923)
- The Purple Highway, regia di Henry Kolker (1923)
- The Great White Way, regia di E. Mason Hopper (1924)
- Yolanda, regia di Robert G. Vignola (1924)
- The Shock Punch, regia di Paul Sloane (1925)
- Lovers in Quarantine, regia di Frank Tuttle (1925)
- Womanhandled, regia di Gregory La Cava (1925)
- Let's Get Married, regia di Gregory La Cava (1926)
- Say It Again, regia di Gregory La Cava (1926)
- L'irresistibile (Kid Boots), regia di Frank Tuttle (1926)
- Rio Rita, regia di Luther Reed (1929)
- Hit the Deck, regia di Luther Reed (1929)
- Dixiana, regia di Luther Reed (1930)
- Bachelor Mother, regia di Charles Hutchison (1932)
- La reginetta dei Sigma Chi (The Sweetheart of Sigma Chi), regia di Edwin L. Marin (1933)

### Regista
- Asso di cuori (The Ace of Cads) (1926)
- New York (1927)
- Il signore della notte (Evening Clothes) (1927)
- Il mondo ai suoi piedi (The World at Her Feet) (1927)
- Shanghai Bound (1927)
- Honeymoon Hate (1927)
- Sawdust Paradise (1928)
- Rio Rita (1929)
- Hit the Deck (1929)
- Dixiana (1930)
- Convention Girl (1935)

### Produttore
- Jozelle jazz club (Street Girl), regia di Wesley Ruggles (1929)